# Lobelia portoricensis
Lobelia portoricensis är en klockväxtart som först beskrevs av Wilhelm Vatke, och fick sitt nu gällande namn av Ignatz Urban. Lobelia portoricensis ingår i släktet lobelior, och familjen klockväxter.
Artens utbredningsområde är Puerto Rico. Inga underarter finns listade i Catalogue of Life.